# Edith Durham
Mary Edith Durham (8 de diciembre de 1863 – 15 de noviembre de 1944) fue una viajera, artista y escritora británica, quién se hizo célebre por sus reportes de vida antropológicas en Albania, a inicios del siglo XX.

## Primeros años
Durham era la mayor de nueve hijos; su padre, Arthur Edward Durham, era un destacado cirujano londinense. Asistió a la Universidad de Bedford (1878–1882) siguiendo por la Real Academia de Artes para entrenarse como artista. Expuso ampliamente y contribuyó una serie de dibujos detallados de anfibios y reptiles en el volumen del Cambridge Natural History (publicado en 1899).

## Expediciones balcánicas
Después de la muerte de su padre, Durham asumió las responsabilidades de cuidar a su madre enferma durante varios años. Esto probó ser una experiencia agotadora; cuándo tenía 37 años, su doctor le recomendó que tiene que emprender vacaciones extranjeras para recuperarse. Realizó un viaje por mar hacia la costa de Dalmacia, viajando de Trieste a Kotor y luego por vía terrestre hacia Cetiña, la capital de Montenegro. Sintió afición hacia la vida del sur de los Balcanes, que va mantener durante el resto de su vida.
Durham viajó extensamente en los Balcanes durante los próximos veinte años, centrándose particularmente en Albania, el cual entonces era una de las áreas más aisladas y menos desarrolladas de Europa. Trabajó en una variedad de organizaciones de ayuda, pintando, escribiendo, y recopilando el folclore y el arte popular. Su trabajo era de importancia antropológica genuina;  contribuyó frecuentemente en la revista Man y se hizo socia del Instituto Real de Antropología. Sus escritos, sin embargo, fueron para ganar su fama en particular. Escribió siete libros en temas balcánicos, de la cual es Gran Albania (1909) la más famosa. Es aun considerado como la guía preeminente a las costumbres y sociedad de las tierras altas del norte de Albania.

## Controversia
Durham paso a identificarse estrechamente con la causa albanesa y abanderó la unidad e independencia del pueblo albanés. Ganó reputación como una persona difícil y excéntrica, y fue fuertemente criticada por (y criticó a su vez) partidarios de un estado yugoslavo, quienes apoyaban la incorporación de la población albanesa en Kosovo, a la Serbia eslava. Se volvió cada vez más serbofobica, denunciando a los que calificaba de "parásitos serbios" diciendo que "no se ha creado una Yugoslavia pero han llevado a cabo su objetivo principal de crear una Gran Serbia... Lejos de ser liberada, la mayoría de la gente vive bajo un gobierno más represivo que el anterior."
Por otro lado, los británicos más pro-serbios criticaron fuertemente sus puntos de vista. Rebecca West incluyó a Durham en su descripción de la clase viajera que regresó "con un pueblo balcánico como mascota estableciendo en sus corazones como sufrida e inocentes, eternamente la matanza y jamás la masacre," (Durham demandó a Occidente sobre esto) y luego pasó a decir "los albaneses, defendidos por la señora Durham se parecen mucho al cuadro del infante Samuel de Sir Joshua Reynold." El destacado historiador R.W. Seton-Watson, comentó que "el hecho es que siempre se denuncia la 'mentalidad balcánica', ella misma es exactamente lo que significa esta palabra."

## Visión de los albaneses
Por su parte, sin embargo, los albaneses apoyaron a Durham con un gran respaldo. Bautizada como "Mbretëresha e Malësoreve" ("Reina de los Montañeses.") Fue bien recibida en las tierras altas albanesas y pasó sin ser molestada, a pesar de ser una viajera solitaria. Se benefició de la tradición albanesa de asegurar la seguridad del huésped, y de una antigua costumbre albanesa, la tradición de las "Vírgenes Juradas" mujeres que llevaban ropa de hombre y fueron consideradas como protegidas. Cuándo murió en 1944, recibió gran elogio por su trabajo por el exiliado rey Zog I, quien escribió: " ella nos dio su corazón y ganó el oído de nuestros montañeros." Es todavía considerada por algunos como una heroína nacional; en 2004, el presidente albanés Alfred Moisiu la describió como "uno de las personalidades más destacadas del mundo albanés durante el último siglo".

## Colecciones
Gran parte de la obra de Durham fue donada a las colecciones académicas que siguen su muerte. Sus papeles están preservados por el Instituto Real de Antropología, Londres, sus diarios están en el Museo de Bankfield, Halifax junto con sus colecciones de joyas y traje balcánicos dados en 1935. Otros regalos de artefactos mayoritariamente balcánicos fueron donados al Museo Británico en 1914 y al Museo Pitt Rivers, Oxford y el Museo Horniman en Londres.

## Otras fuentes
- Mary Edith Durham (2016). Nella Terra del Passato Vivente. La scoperta dell'Albania nell'Europa del primo Novecento. Introduzione, traduzione, nota e appendice di Olimpia Gargano. Lecce: Besa. 2016
- Elizabeth Gowing (2013). Edith y yo; en la estela de un Edwardian viajero en Kosovo. El codo que Publica.
- Kastriot Frashëri (2004). Edith Durham : një zonjë e madhe për Shqipërinë. Geer.
- Inicio de Emily de la Laura (1939). El Durham Colección de Garments y Bordados de Albania y Jugoslavia. Halifax Empresa
- Gill Trethowan (1996). Reina de las Montañas: Las Aventuras balcánicas de Edith Durham. Consejo Británico.
- Christian Medawar (1995). Mary Edith Durham y los Balcanes, 1900-1914. McGill Universidad.
- John Hodgson (2000). "Edith Durham, viajero y publicist".  En John B. Allcock, Antonia Young. Halcones de Grey & de Corderos negros: Viajeros de Mujeres en los Balcanes. Berghahn Libros. pp. 9@–31. ISBN 9781571817440.